# Roger Guerreiro
Roger Guerreiro (født 25. maj 1982) er en brasiliansk-polsk midtbanespiller som spiller for Comercial i hjemmelandet Brasilien. Han har tidligere spillet for blandt andet Corinthians og Flamengo i Brasilien, spanske Celta Vigo, AEK Athen i Grækenland og Legia Warszawa i Polen.
17. april 2008 fik han polsk statsborgerskab, og har (pr. august 2010) spillet 22 kampe for Polens landshold. Han er den anden landsholdspiller for Polen efter Emmanuel Olisadebe som er blevet nationaliseret